# Oxidok
Az oxidok az oxigén fémekkel, nemfémekkel alkotott vegyületei, döntően O2−-ionokat tartalmazó vegyületek.

## Fajták
A nemfémek oxidjai vízzel reagálva savakat képeznek; például a kén-trioxidból (SO3) kénsav (H2SO4), a szén-dioxidból (CO2) szénsav (H2CO3) lesz. A fém-oxidok vízzel reagálva lúgokat képeznek, például a nátrium-oxid (Na2O) vízzel reagálva nátrium-hidroxiddá (NaOH) alakul. Az amfoter oxidok, mint például az alumínium-oxid (Al2O3), erős savval bázisként, erős bázissal savként reagálnak.

## A fontosabb oxidok listája
- Alumínium-monoxid (AlO)
- Alumínium-oxid (Al2O3)
- Antimon-pentoxid (Sb2O5)
- Antimon-trioxid (Sb2O3)
- Arzén-pentoxid (As2O5)
- Arzén-trioxid (As2O3)
- Berillium-oxid (BeO)
- Bizmut-trioxid (Bi2O3)
- Bárium-oxid (BaO)
- Bór-trioxid (B2O3)
- Cink-oxid (ZnO)
- Cirkónium-dioxid (ZrO2)
- Cérium(IV)-oxid (CeO2)
- Erbium(III)-oxid (Er2O3)
- Ezüst(I)-oxid (Ag2O)
- Ezüst(II)-oxid (AgO)
- Foszfor-pentoxid (P2O5)
- Foszfor-trioxid (P4O6)
- Gadolínium(III)-oxid (Gd2O3)
- Gallium(III)-oxid (Ga2O3)
- Germánium-dioxid (GeO2)
- Hafnium(IV)-oxid (HfO2)
- Higany(II)-oxid (HgO)
- Holmium(III)-oxid (Ho2O3)
- Indium(III)-oxid (In2O3)
- Itterbium(III)-oxid (Yb2O3)
- Ittrium(III)-oxid (Y2O3)
- Kadmium-oxid (CdO)
- Kalcium-oxid (CaO)
- Klór-dioxid (ClO2)
- Diklór-heptoxid (Cl2O7)
- Diklór-monoxid (Cl2O)
- Kobalt(II)-oxid (CoO)
- Króm(III)-oxid (Cr2O3)
- Króm(IV)-oxid (CrO2)
- Króm-trioxid (CrO3)
- Kálium-oxid (K2O)
- Kén-dioxid (SO2)
- Kén-monoxid (SO)
- Kén-trioxid (SO3)
- Lantán(III)-oxid (La2O3)
- Lutécium(III)-oxid (Lu2O3)
- Lítium-oxid (Li2O)
- Magnézium-oxid (MgO)
- Mangán(IV)-oxid (MnO2)
- Mangán(VII)-oxid (Mn2O7)
- Molibdén(VI)-oxid (MoO3)
- Nikkel(II)-oxid (NiO)
- Nikkel(III)-oxid (Ni2O3)
- Nitrogén-dioxid (NO2)
- Nitrogén-monoxid (NO)
- Dinitrogén-pentoxid (N2O5)
- Dinitrogén-tetroxid (N2O4)
- Dinitrogén-trioxid (N2O3)
- Nióbium-pentoxid (Nb2O5)
- Nátrium-oxid (Na2O)
- Ólom(II)-oxid (PbO)
- Ólom(IV)-oxid (PbO2)
- Ón(II)-oxid (SnO)
- Ón-dioxid (SnO2)
- Ozmium-tetroxid (OsO4)
- Palládium(II)-oxid (PdO)
- Plutónium-dioxid (PuO2)
- Prométium(III)-oxid (Pm2O3)
- Rubídium-oxid (Rb2O)
- Ruténium(IV)-oxid (RuO2)
- Ruténium-tetroxid (RuO4)
- Rénium(VII)-oxid (Re2O7)
- Rénium-trioxid (ReO3)
- Réz(I)-oxid (Cu2O)
- Réz(II)-oxid (CuO)
- Ródium(III)-oxid (Rh2O3)
- Stroncium-oxid (SrO)
- Szamárium(III)-oxid (Sm2O3)
- Szelén-dioxid (SeO2)
- Szelén-trioxid (SeO3)
- Szilícium-dioxid (SiO2)
- Szkandium(III)-oxid (Sc2O3)
- Szén-dioxid (CO2)
- Szén-monoxid (CO)
- Szén-trioxid (CO3)
- Diszén-monoxid (C2O)
- Tallium(I)-oxid (Tl2O)
- Tallium(III)-oxid (Tl2O3)
- Tantál-pentoxid (Ta2O5)
- Technécium(VII)-oxid (Tc2O7)
- Tellúr-dioxid (TeO2)
- Tellúr-trioxid (TeO3)
- Terbium(III)-oxid (Tb2O3)
- Titán(II)-oxid (TiO)
- Titán(III)-oxid (Ti2O3)
- Titán-dioxid (TiO2)
- Tórium-dioxid (ThO2)
- Túlium(III)-oxid (Tm2O3)
- Urán-dioxid (UO2)
- Urán-trioxid (UO3)
- Vanádium(II)-oxid (VO)
- Vanádium(III)-oxid (V2O3)
- Vanádium(IV)-oxid (VO2)
- Vanádium(V)-oxid (V2O5)
- Vas(II)-oxid (FeO)
- Vas(III)-oxid (Fe2O3)
- Volfrám(III)-oxid (W2O3)
- Volfrám(IV)-oxid (WO2)
- Volfrám-trioxid (WO3)
- Víz (H2O)
- Xenon-tetroxid (XeO4)
- Xenon-trioxid (XeO3)